# Dave Gallaher Trophy
Die Dave Gallaher Trophy (französisch Trophée Dave Gallaher) ist ein Pokalwettbewerb in der Sportart Rugby Union, der zwischen den Nationalmannschaften Frankreichs und Neuseelands (All Blacks) ausgetragen wird. Benannt ist der Pokal nach David „Dave“ Gallaher, dem Mannschaftskapitän der „Original All Blacks“ von 1905/06, der während des Ersten Weltkriegs in Frankreich starb. Eingeführt wurde der Wettbewerb im Jahr 2000.
Der Wettbewerb basiert auf einem Herausforderungssystem. Die Mannschaft, die im Besitz des Pokals ist, muss diesen in Herausforderungsspielen verteidigen. Gewinnt die andere Mannschaft, geht der Pokal in ihren Besitz über. Bei einem Unentschieden gibt es keinen Besitzerwechsel. Im selben Jahr kann es nur ein Spiel um den Pokal geben. Gibt es im selben Jahr zwei oder mehr Länderspiele zwischen beiden Mannschaften, so vereinbaren die beteiligten Verbände, in welcher Begegnung um die Trophäe gespielt wird. Treffen die Mannschaften während der Rugby-Union-Weltmeisterschaft aufeinander, so gilt dies nicht als Spiel um die Trophäe.
Im Jahr 2009 konnte Frankreich erstmals die Trophäe gewinnen. Sie wurde in diesem Jahr über zwei Spiele ausgetragen, die Franzosen erzielten einen Punkt mehr als Neuseeland. Im Herbst 2000 erzielte Frankreich bereits einen Sieg über Neuseeland, doch die All Blacks hatten eine Woche zuvor das Herausforderungsspiel gewonnen.

## Ergebnisse
| Datum                    | Begegnung               | Ergebnis              | Ort                                                                                  |
| ------------------------ | ----------------------- | --------------------- | ------------------------------------------------------------------------------------ |
| 11. November 2000        | Frankreich – Neuseeland | 26:39                 | Stade de France, Saint-Denis                                                         |
| 30. Juni 2001            | Neuseeland – Frankreich | 37:12                 | Westpac Stadium, Wellington                                                          |
| 16. November 2002        | Frankreich – Neuseeland | 20:20                 | Stade de France, Saint-Denis                                                         |
| 28. Juni 2003            | Neuseeland – Frankreich | 31:23                 | Jade Stadium, Christchurch                                                           |
| 27. November 2004        | Frankreich – Neuseeland | 6:45                  | Stade de France, Saint-Denis                                                         |
| 18. November 2006        | Frankreich – Neuseeland | 11:23                 | Stade de France, Saint-Denis                                                         |
| 2. Juni 2007             | Neuseeland – Frankreich | 42:11                 | Eden Park, Auckland                                                                  |
| 13. / 20. Juni 2009      | Neuseeland – Frankreich | 22:27 / 14:10         | Carisbrook, Dunedin / Westpac Stadium, Wellington                                    |
| 28. November 2009        | Frankreich – Neuseeland | 39:12                 | Stade Vélodrome, Marseille                                                           |
| 8. / 15. / 22. Juni 2013 | Neuseeland – Frankreich | 23:13 / 30:0 / 24:9   | Eden Park, Auckland / Rugby League Park, Christchurch / Yarrow Stadium, New Plymouth |
| 9. November 2013         | Frankreich – Neuseeland | 19:26                 | Stade de France, Saint-Denis                                                         |
| 26. November 2016        | Frankreich – Neuseeland | 19:24                 | Stade de France, Saint-Denis                                                         |
| 11. November 2017        | Frankreich – Neuseeland | 18:38                 | Stade de France, Saint-Denis                                                         |
| 9. / 16. / 23. Juni 2018 | Neuseeland – Frankreich | 52:11 / 26:13 / 49:14 | Eden Park, Auckland / Westpac Stadium, Wellington / Forsyth Barr Stadium, Dunedin    |
| 20. November 2021        | Frankreich – Neuseeland | 40:25                 | Stade de France, Saint-Denis                                                         |

## Ähnliche Trophäen
Die neuseeländischen All Blacks spielen mit drei anderen Rugby-Union-Nationalmannschaften um ähnliche Trophäen: Den Bledisloe Cup gegen Australien, den Freedom Cup gegen Südafrika und die Hillary Shield gegen England.
Die Franzosen spielen mit Australien um die Trophée des Bicentenaires und mit Italien um die Giuseppe-Garibaldi-Trophäe.